# Ptichodis vinculum
Ptichodis vinculum är en fjärilsart som beskrevs av Achille Guenée 1852. Ptichodis vinculum ingår i släktet Ptichodis och familjen nattflyn. Inga underarter finns listade.